# Sven Ratzke
Sven Ratzke (1977) is een Duits-Nederlandse zanger en entertainer die internationaal toert met zijn onemanshows. Door de Britse krant The Herald werd hij omschreven als een ‘Cabaret Supernova’ en het Time Out Magazine in New York noemde hem ‘one of the best Cabaret performers of his generation’.
Ratzke is een entertainer en zanger die jazz, chanson en pop mixt. Zijn verhalen lijken een crossover tussen conference en bizarre stand-up waarin hij het publiek vaak meeneemt in een wonderlijke wereld tussen feiten en fictie. Ratzke woont in Berlijn en Nijmegen.
Hij trad wereldwijd op in theaters zoals: Lincoln Center New York, Concertgebouw Amsterdam, Berliner Ensemble Berlin, Mexico City Opera House, Arts Center Melbourne, Town Hall Auckland, Stadtsaal Wien, Paradiso Amsterdam e.v.a.
Met zijn shows Starman, Homme Fatale en Where are we now, tourde hij internationaal en kreeg veelal lovende kritieken. 
Zijn show Starman, met de muziek van David Bowie was een groot succes op het Edinburgh Festival 2016 en won de prijs voor beste Festivalshow. Tevens was hij genomineerd voor de grote Australische theaterprijs The Helpmann Award. Sinds 2013 speelt Ratzke in Berlin de hoofdrol in de cult muziektheatervoorstelling Hedwig and the Angry Inch. Een voorstelling met veel stevige rockmuziek over transgender Hedwig die op zoek is naar haar verloren wederhelft. De bedenker van deze show, John Cameron Mitchell noemde Ratzke ‘The best Hedwig I’ve ever seen’.
Andere rollen die Ratzke speelde in het theater zijn de MC in Cabaret, Dr. Frank’n Furter in The Rocky Horror show (waarvoor hij een Musical Award als beste hoofdrol won) en volgend seizoen Marlene Dietrich in Marlene van het Renaissance Theater Berlijn.
Ratzke werkte met verschillende internationale artiesten samen zoals Nina Hagen, Rufus Wainwright, Hanna Schygulla, Ellen ten Damme, Claron Mcfadden, Frank Boeijen, The Tiger Lillies e.v.a. Ook met designers zoals Thierry Mugler, Frans Molenaar, Viktor & Rolf, Max Mara en Jan Jansen werkte hij samen voor zijn shows. Ratzke was op tour met verschillende orkesten zoals het Grammy winnende Metropole Orkest, het Duitse WDR Funkhaus Orchester, Het Asko Schönberg Ensemble en met Holland Baroque. 
Sinds 2017 heeft Ratzke zijn horizon ook verbreed naar de televisie. Zo kreeg hij bij de Duitse publieke omroep ARD een eigen muziek/talkshow onder de titel Ratzke’s Rendezvous en maakte hij verschillende muziek uitzendingen met (inter) nationale gasten voor zowel de ARD als voor de NPO.
In 2023-2024 is Ratzke te zien met zijn voorstelling MARLENE over Marlene Dietrich. 

## Discografie
- 2000: Lieder von Huren und arme Mädchen
- 2004: Freakboy
- 2009: Live in Weimar/Amsterdam
- 2011: Macht Musik at the Bimhuis
- 2012: Groschenblues (Challenge Records)
- 2013: Songs in a Cabaret (Challenge Records)
- 2014: Diva Diva's (Challenge Records)
- 2015: STARMAN (Challenge Records)
- 2018: Homme Fatale (PIAS) (lp/cd)
- 2019: Where Are We Now (PIAS) (lp/cd)
- 2022: Sven Ratzke & Band Live in Berlin (lp/cd)
- 2024: Marlene (lp/cd)

## Prijzen
- Helpmann Award (nominatie 2016)
- Best Festival Show, Fringe Award Edinburgh (2016)
- Musical Award beste hoofdrol (2022)
- Johan Kaart prijs (2024)
- Karel de Grote Oeuvre prijs (2024)